# پنج سال نامزدی
نامزدی پنج ساله (به انگلیسی: The Five-Year Engagement) فیلم رمانتیک و کمدی-درام آمریکایی، محصول سال ۲۰۱۲ است که نیکولاس استالر کارگردان و تهیه‌کننده این فیلم را بر عهده داشت. همچنین جاد اپتاو و رادنی راتمن همراه با جیسون سیگل در تهیه‌کنندگی آن نقش داشتند. سیگل همراه با امیلی بلانت در این فیلم نقش یک زوج را بازی می‌کنند که نامزدی آن‌ها بعد از فیلمبرداری نیز ادامه یافت. پنج سال نامزدی توسط یونیورسال استودیوز در ۲۷ آوریل ۲۰۱۲، در ایالات متحده و ۲۲ ژوئن ۲۰۱۲، در بریتانیا به نمایش درآمد.

## داستان
تام سالومن (جیسون سیگل) یک سرآشپز در یک رستوران شیک است. ویولت بارنز نامزد او، یک روان‌شناس است که یک سال بعد از آشنایی با تام با او نامزد شد و حالا باهم در سان فرانسیسکو زندگی می‌کنند. مشکل از جایی شروع می‌شود که بهترین دوست تام، الکس ایلهاور، خواهر وایولت، سوزی، را در مهمانی نامزدی تام و وایولت باردار می‌کند و آنها قبل از تام و ویولت عروسی می‌کنند. بعد هم وایولت در پسادکتری روان‌شناسی دانشگاه میشیگان پذیرفته می‌شود و تحصیلش دو سال زمان می‌برد. تام قبول می‌کند طی این دو سال همراه با وایولت زندگی کند و عروسی را به تأخیر بیندازند.
در میشیگان، وایولت به خوبی تحت نظر استاد وینتون چایلدز به کارش می‌رسد. پایان‌نامه او دربارهٔ این است که: آیا مردم خوردن دونات بیات را به انتظار برای پختن دونات تازه ترجیح می‌دهند یا خیر؟ در همین حین، تام نمی‌تواند یک شغل سرآشپزی مناسب پیدا کند و نهایتاً شغلی در زینگرمن پیدا می‌کند. وقتی وینتون با کمک وایولت کمک هزینه‌ای دریافت می‌کند، عروسی بیشتر به تأخیر می‌افتد. در همین زمان، پدربزرگ و مادربزرگ وایولت می‌میرند.
پس از گذشت سال‌ها، تام دچار مشکلاتی با نامزدش می‌شود؛ مخصوصاً وقتی وایولت او را حین خوردن دونات بیات می‌بیند. هنگام مستی، وایولت و وینتون یکدیگر را می‌بوسند ولی وایولت سریع پشیمان می‌شود. پس پیش تام می‌رود و می‌گوید همین الان می‌خواهد برنامه عروسی را بچیند. تام با خوشحالی قبول می‌کند. همه چیز خوب پیش می‌رود تا اینکه وایولت ماجرای بوسیدن وینتون را پیش تام اعتراف می‌کند. تام از رابطه‌شان دلسرد می‌شود و ماجراهایی بین او و وینتون پیش می‌آید. یک بار هنگام مستی با یکی از همکارانش به نام مارگارت روبرو می‌شود و موقعیت داشتن رابطه جنسی با او برایش پیش می‌آید ولی این کار را نمی‌کند. نیمه عریان در برف بیدار می‌شود و می‌بیند یکی از انگشتان پایش یخ زده‌است. او به بیمارستان منتقل می‌شود و انگشتش قطع می‌گردد. وایولت به دیدنش می‌آید ولی وقتی به خانه می‌رسند، نامزدیشان را بهم می‌زنند.
تام به سان فرانسیسکو برمی‌گردد و در یک رستوران جدید تحت نظر الکس مشغول به کار می‌شود و در عین حال نیز وارد رابطه‌ای با ادری (داکوتا جانسون) می‌شود. والدین تام و الکس می‌بینند که او از زندگیش ناراضی است و او را تشویق به کاری می‌کنند. الکس او را اخراج می‌کند و می‌گوید او سرآشپز خوبی است و باید رستوران خودش را باز کند. در همین زمان، وایولت وارد رابطه‌ای با وینتون می‌شود و پیشنهاد کار در دانشگاه را دریافت می‌کند؛ ولی وقتی متوجه می‌شود دلیل این پیشنهاد داشتن رابطه با وینتون بوده، رابطه‌اش را تمام می‌کند.
وقتی در تابستان، آخرین پدربزرگ ویولت می‌میرد، تام که رابطه‌اش را با ادری تمام کرده، در انگلستان در مراسم ختم حاضر می‌شود. سپس رابطه‌اش را با وایولت از رأس می‌گیرد. آن‌ها باقی تابستان را باهم در سان فرانسیسکو می‌گذرانند. تام دوباره حلقه نامزدی را به وایولت می‌دهد و به جایی می‌روند که وایولت تزئین کرده‌است. خانواده و دوستانشان آنجا منتظر هستند تا عروسی انجام شود و بالاخره باهم ازدواج می‌کنند.